# USTA Challenger of Redding 2011
Lo USTA Challenger of Redding 2011 è stato un torneo professionistico di tennis femminile giocato sul cemento. È stata la 7ª edizione del torneo, che fa parte dell'ITF Women's Circuit nell'ambito dell'ITF Women's Circuit 2011. Si è giocato a Redding negli USA dal 12 al 18 settembre 2011.

## Partecipanti

### Teste di serie
| Nazionalità | Giocatrice                   | Ranking* | Testa di serie |
| ----------- | ---------------------------- | -------- | -------------- |
| Italia      | Camila Giorgi                | 162      | 1              |
| Giappone    | Kurumi Nara                  | 187      | 2              |
| Stati Uniti | Julia Boserup                | 256      | 3              |
| Bolivia     | María Fernanda Álvarez Terán | 259      | 4              |
| Russia      | Ol'ga Alekseevna Pučkova     | 293      | 5              |
| Stati Uniti | Lauren Davis                 | 329      | 6              |
| Belgio      | Tamaryn Hendler              | 351      | 7              |
| Stati Uniti | Yasmin Schnack               | 380      | 8              |

- Ranking al 29 agosto 2011.

### Altre partecipanti
Giocatrici che hanno ricevuto una wild card:
- Nicole Melichar
- Maria Sanchez
- Ellen Tsay
- Allie Will

Giocatrici che sono passate dalle qualificazioni:
- Jacqueline Cako
- Mary Closs
- Tori Kinard
- Svetlana Krivencheva
- Diana Ospina
- Jessica Roland-Rosario
- Romana Tedjakusuma
- Wen Xin

## Campionesse

### Singolare
Julia Boserup ha battuto in finale  Ol'ga Alekseevna Pučkova con il punteggio di 6–4, 2–6, 6–3

### Doppio
Maria Sanchez /  Yasmin Schnack hanno battuto in finale  Brittany Augustine /  Whitney Jones con il punteggio di 7–6(2), 4–6, [10–7]